# Lepidonotothen nudifrons
Lepidonotothen nudifrons és una espècie de peix pertanyent a la família dels nototènids.

## Descripció
- Pot arribar a fer 19,5 cm de llargària màxima.
- Cos de color vermell groguinós, blanquinós al dors i als flancs, i blanc argentat per sota.
- Presenta taques i punts irregulars i negrosos.
- 4-6 espines i 36-40 radis tous a l'aleta dorsal i 33-36 radis tous a l'anal.[6][7]

## Alimentació
A les illes Shetland del Sud menja amfípodes (el 6,80% de la seua dieta), gastròpodes (el 3,20%), isòpodes (el 2,60%), briozous (el 6,30%), poliquets (el 10,30%) i d'altres invertebrats (el 70,80%).

## Depredadors
A les illes Shetland del Sud és depredat pel corb marí imperial (Phalacrocorax atriceps).

## Hàbitat
És un peix d'aigua marina, demersal i de clima polar (55°S-72°S) que viu entre 3 i 400 m de fondària.

## Distribució geogràfica
Es troba a l'oceà Antàrtic: la dorsal del Scotia i les illes Geòrgia del Sud, Shetland del Sud, Òrcades del Sud i Sandwich del Sud.

## Observacions
És inofensiu per als humans.